# Mistrzostwa Świata w Short Tracku 1982
7. Mistrzostwa Świata w Short Tracku odbyły się w Kanadzie, w Moncton, w dniach 2–4 kwietnia 1982 roku. Rozegrano 10 konkurencji: 500 m, 1000 m, 1500 m, 3000 m kobiet i mężczyzn oraz sztafetę 3000 m kobiet i 5000 m mężczyzn. Medale przyznano w wieloboju i sztafetach. W klasyfikacji medalowej najlepsi byli Kanadyjczycy.

## Klasyfikacja medalowa
| Lp. | Kraj            | Złoto | Srebro | Brąz | Razem |
| 1.  | Kanada          | 4     | 2      | 2    | 8     |
| 2.  | Japonia         | 0     | 1      | 1    | 2     |
| 3.  | Wielka Brytania | 0     | 1      | 0    | 1     |
| 4.  | Australia       | 0     | 0      | 1    | 1     |

## Medaliści
| Konkurencja | Złoto                                                                                         | Srebro                                                                                          | Brąz                                                                                    |
| Mężczyźni   |                                                                                               |                                                                                                 |                                                                                         |
| Wielobój    | Guy Daignault                                                                                 | Gaétan Boucher                                                                                  | Louis Grenier                                                                           |
| Sztafeta    | Kanada Gaétan Boucher · Louis Grenier · Louis Baril · Guy Daignault · Michel Delisle          | Wielka Brytania Menno Boelsma · Tjerk Terpstra · Charles Veldhoven · Ger Boelsma · Joop Wolvers | Japonia David Besteman · Patrick Moore · Martin Pierce · Paul Jacobs · Steve Merrifield |
| Kobiety     |                                                                                               |                                                                                                 |                                                                                         |
| Wielobój    | Maryse Perreault                                                                              | Louise Begin                                                                                    | Sylvie Daigle                                                                           |
| Sztafeta    | Kanada Maryse Perreault · Louise Begin · Sylvie Daigle · Nathalie Grondin · Marie-José Martin | Japonia Miyoshi Kato · Mika Kato · Tsugumi Watanabe · Eiko Shishii · Mariko Kinoshita           | Australia Gail Sandercock · Eva Fabian · Judy-Ann Baber · Jenny Weir · Pam Cavanaugh    |

## Wyniki
| Konkurencja | 1.               | 2.               | 3.                |
| Mężczyźni   |                  |                  |                   |
| 500 metrów  | Guy Daignault    | Gaétan Boucher   | Louis Grenier     |
| 1000 metrów | Guy Daignault    | Gaétan Boucher   | Stewart Horsepool |
| 1500 metrów | Guy Daignault    | Gaétan Boucher   | Steve Merrifield  |
| 3000 metrów | Louis Grenier    | Guy Daignault    | Stewart Horsepool |
| Kobiety     |                  |                  |                   |
| 500 metrów  | Sylvie Daigle    | Maryse Perreault | Louise Begin      |
| 1000 metrów | Maryse Perreault | Sylvie Daigle    | Louise Begin      |
| 1500 metrów | Maryse Perreault | Louise Begin     | Mika Kato         |
| 3000 metrów | Louise Begin     | Maryse Perreault | Mika Kato         |